# فلفل بيروي
الفلفل البيروفي أو الفلفل الوردي أو فلفل مستحي أو فلفل كاذب أو فلفل باكي أو متهدل أو فلفل رفيع الأوراق أو فلفل تربنتين (الاسم العلمي: Schinus molle) هو نبات دائم الخضرة موطنه الأصلي أمريكا الجنوبية، ولكنه يزرع اليوم في مختلف أنحاء العالم لاستخراج حبوبه والتي تستخدم لصناعة بهارات الفلفل الوردي. على الرغم من تسميته بالفلفل، يعتبر الفلفل الوردي فلفلا زائفا وهو ليس مرتبط بالفلفل الأسود.

## الوصف

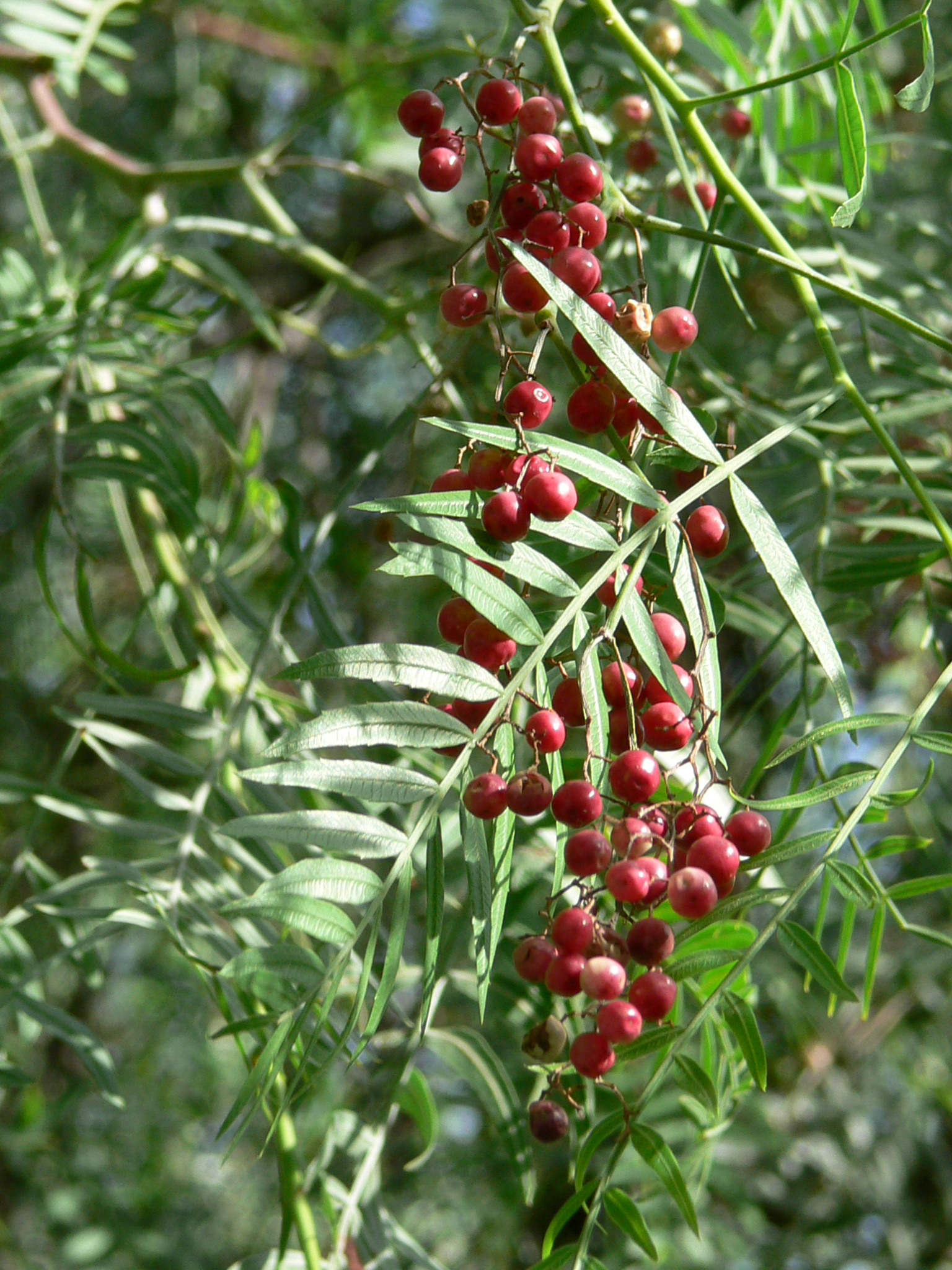
ثمار الفلفل البيروفي

تنمو الشجرة إلى طول 15 مترا وحجمها الأكبر من بين جميع أنواع جنس Schinus. زهورها المذكرة والمؤنثة تنمو في أشجار منفصلة، وثمارها صغيرة يبلغ قطرها حوالى 5-7 مم وذات لون وردي أو أحمر.

## التوزيع
الموطن الأصلي للفلفل البيروفي هو أمريكا الجنوبية، إلا أنه اليوم غدا منتشرا في مختلف أنحاء العالم لاستخداماته الغذائية وللزينة، بل أنه أصبح منتشرا في مناطق واسعة خارج نطاق الزراعة النظامية ويمكن ملاحظته في المروج وجوانب الطرقات في كثير من مناطق أستراليا والولايات المتحدة، وهو ما يجعله نباتا مجتاحا.

## الاستخدامات
يستخدم نبات الفلفل البيروفي كنبات زينة في كثير من المنازل حول العالم، وذلك بسبب أوراقه دائمة الخضرة وحبوبه الوردية. وتستخدم حبوب الفلفل البيروفي لصناعة بهارات الفلفل الوردي كما هو الحال أيضا مع حبوب قرينه الفلفل البرازيلي (Schinus terebinthifolius)، رغم اعتبار كلا منهما فلفلا زائفا.
في القديم، استخدمت حضارة الإنكا حبوب الفلفل البيروفي لصناعة مشروب، واليوم تستخدم حبوبه كأحد الخيارات لصناعة مشروب كحولي مخمر يعرف في أمريكا اللاتينية باسم «تشيتشا».
للفلفل البيروفي أيضا استخدامات طبية حيث له خواص مضادة للبكتيريا ويستخدم تقليديا لمداواة الجروح.

## وصلات خارجية
- (بالfr+en) مرجع نظام المعلومات التصنيفية المتكامل (ITIS) : TSN {{{1}}}